# 越中島プール

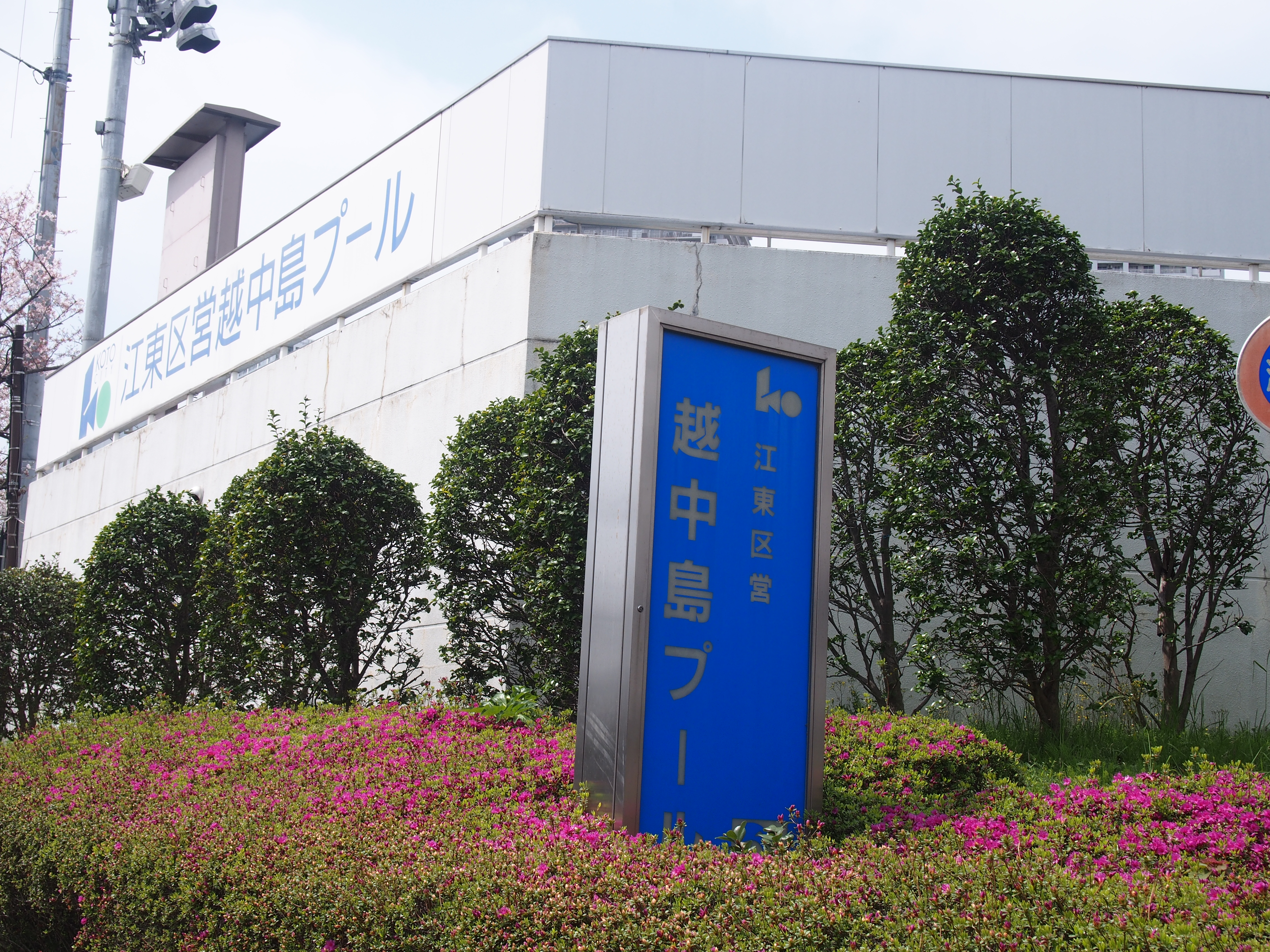
越中島プール

越中島プール（えっちゅうじまプール）は、東京都江東区越中島一丁目にある夏季限定プールである。運営は江東スポーツ施設運営パートナーズ。

## 概要
1970年開設。開場期間は7月上旬から9月上旬。開場時間は、7月下旬から8月末は9時から21時、それ以外は10時から18時。
50m×17mの8コースのプールと初心者用の17m×7mのプールがある。
一部日程を除いて、区外の人も利用できる。屋外施設なので雨天時注意。
2009年度より床タイルが新しく張替えられた。
大プールは縦泳ぎ4コース（一方通行）。残り4コース分を区切りなしで自由遊泳用にしている。

## 料金
(2025年：2時間)
- 一般：450円
- 小人：150円（小・中学生）
- シニア：150円（区内に住所を有する65歳以上）
- 幼児（未就学児）の利用は無料

コインロッカーの利用は1回10円

## アクセス
- 都バス海01系統、門33系統、門19系統「越中島」下車、徒歩1分。
- JR京葉線越中島駅から徒歩2分。
- 東京メトロ東西線・都営地下鉄大江戸線門前仲町駅から徒歩8分。

## 周辺施設
- 越中島公園
- 深川スポーツセンター
- ヤマタネ